# 尾突角蟾
尾突角蟾（学名：Boulenophrys caudoprocta）也称尾突异角蟾，一种分布于中华人民共和国湖南省及湖北省等地区的两栖动物，隶属于角蟾科布角蟾属。模式产地为湖南省桑植县天平山。

## 形态特征
尾突角蟾体型较大，雄蟾体长77毫米左右，皮肤较光滑，背部呈豆灰色，具有褐色斑纹；眼后具有倒三角形褐色斑，四肢背面具有褐色横纹；身体腹面为淡褐色，腋腺和股腺呈明显的白色圆形。雌蟾体长78毫米左右，皮肤较粗糙，背部呈深红色，咽部和胸部为红色，腹部及股腹面为乳白色。尾突角蟾的尾杆骨特长，超过坐骨后缘，具较长的尾突，是本种非常特殊的特征。

## 保护
本种于2023年被收录入《有重要生态、科学、社会价值的陆生野生动物名录》。